# Противовес (За гранью возможного)
«Противовес» (англ. The Outer Limits: Counterweight) — телефильм, 14 серия 2 сезона телесериала «За гранью возможного». Режиссёр: Пол Стенли. В ролях — Майкл Константин, Жаклин Скотт, Сэнди Кеньон, Ларри Уорд, Шаран Дентон.

## Вступление
Великая неизвестность: безграничные небеса, наполненные вспыхивающими тайнами, бросающими вызов любопытству человека. Но небеса — не океаны. Человек не может столкнуть лодку в их потоки и отправиться в плавание к следующему горизонту. Небеса — это тайна, и только наука может её разгадать, поскольку она проникает сквозь неизвестность.

## Сюжет
Четверо ученых, газетчик и строительный магнат соглашаются провести 261 день в изоляции в моделированном межзвездном полете к звезде Антеон для проверки, справятся ли они с задачей. Но в эксперимент тайно проник инопланетянин, на самом деле прибывший из космоса, целью которого является заставить людей нажать аварийную кнопку и прекратить моделированный полет.

## Заключительная фраза
Аварийная кнопка нажата. Пассажиры возвратились. Одна сторона всегда в солнечном свете, другая всегда во тьме — известное и неизвестное. Устрашающие друг друга, когда они и неизвестны… и неправильно поняты.